# Arhitektura u 1670.
◄◄ | ◄ | 1667. | 1668. | 1669. | 1670.  | 1671. | 1672. | 1673. | ► | ►►
Arhitektura • Astronomija • Biologija • Glazba • Kazalište • Kemija • Kiparstvo • Knjige • Književnost • Kršćanstvo • Medicina • Politika • Pravo • Promet • Slikarstvo • Znanost
Arhitektura u 1670.

## Hrvatska i u Hrvata

### Zgrade i druge građevine
- Početak gradnje Palače Radošević u Hvaru (dovršena 1686.)

## Vanjske poveznice
|  | Zajednički poslužitelj ima još gradiva o temi Arhitektura u 1670-im |